# Штедесдорф
Штедесдорф (њем. Stedesdorf) општина је у њемачкој савезној држави Доња Саксонија. Једно је од 19 општинских средишта округа Витмунд. Према процјени из 2010. у општини је живјело 1.641 становника. Посједује регионалну шифру (AGS) 3462015.

## Географски и демографски подаци
Штедесдорф се налази у савезној држави Доња Саксонија у округу Витмунд. Општина се налази на надморској висини од 0 метара. Површина општине износи 28,0 km². У самом мјесту је, према процјени из 2010. године, живјело 1.641 становника. Просјечна густина становништва износи 59 становника/km².